# Bernie Price
Bernard Burnice Price, detto Bernie (Toledo, 20 settembre 1915 – Chicago, 24 gennaio 2002), è stato un cestista statunitense, professionista nella NBL.

## Carriera
Giocò per una stagione nella NBL, disputando 22 partite con 9,0 punti di media.

## Palmarès
- All Tournament Team WPBT (1942)
- All Tournament Second Team WPBT (1944)